# 多指令流單數據流
多指令流单数据流（Multiple Instruction stream Single Datastream, MISD）是并行计算机的一种结构。MISD具有n个处理单元，按n条不同指令的要求对同一数据流及其中间结果进行不同的处理。一个处理单元的输出又作为另一个处理单元的输入。
严格意义上，采用这种结构的计算机至今没有出现，但是已经有了近似的例子。在流水线结构中，一条指令的执行过程被分为多个步骤，并且交给不同的硬件处理单元，以加快指令的执行速度。